# Río Upía

El río Upía es un importante río de los Llanos orientales colombianos, recorriendo los departamentos de Boyacá, Cundinamarca, Meta y Casanare, desde su nacimiento en la Laguna de Tota hasta su desembocadura en el río Meta.

## Cuenca hidrográfica
Sus principales tributarios son los ríos Olarte, Lengupá y Guavio, todos estos provenientes de los departamentos de Cundinamarca y Boyacá. Es considerado uno de los ríos más importantes de los llanos orientales, esto a su gran tamaño y caudal, comparándose con otros ríos llaneros como el Cusiana o Cravo Sur.

## Curso
Recorre los municipios de Sabanalarga, Villanueva y Barranca de Upía, aportando abastecimiento para la región.

## Economía
Para la región, el río Upía tiene una gran importancia económica y turística, puesto que el 40 % del río es navegable, una gran fuente económica para municipios como Barranca de Upía o Sabanalarga.